# Mirjana Ognjenović
Mirjana Ognjenović (ur. 17 września 1953 w Zagrzebiu) – chorwacka piłkarka ręczna. W barwach Jugosławii dwukrotna medalistka olimpijska.
Mierząca 172 cm wzrostu zawodniczka mistrzynią olimpijską była w Los Angeles w 1984 (Jugosławia była jednym z państw komunistycznych, które wzięły udział w olimpiadzie), cztery lata wcześniej Jugosławia zajęła drugie miejsce.